# Bundesstraße 176
Die Bundesstraße 176 (Abkürzung: B 176) ist eine deutsche Bundesstraße in Thüringen, Sachsen-Anhalt und im Freistaat Sachsen.

## Verlauf
Die B 176 führt an den Großstädten Erfurt und Leipzig vorbei. Dabei entspricht die Trassierung in weiten Abschnitten nicht einer übergeordneten Straße. Im Bereich des Mitteldeutschen Reviers zwischen Hohenmölsen und Pegau ist sie durch einen Tagebau unterbrochen.
Im Jahre 2009 wurde die Bundesstraße 176 im Unstrut-Hainich-Kreis zwischen Bad Langensalza und Straußfurt verlegt. Die Straße begann bis zu jenem Zeitpunkt in Merxleben (B 84), einem Ortsteil von Bad Langensalza. Von hier führte sie durch das Thüringer Becken in Richtung Sömmerda. Dabei wurden die Orte Klettstedt, Bad Tennstedt, Ballhausen, und Schwerstedt berührt. Die neue Streckenführung verläuft entlang der ehemaligen L 1042. Diese führt von Bad Langensalza nach Erfurt über Gräfentonna südlich der alten Route und ist besser ausgebaut sowie stärker befahren. Die Strecke tangiert zudem bis auf Gräfentonna alle Ortschaften entlang der Strecke. Um Gräfentonna ist eine Ortsumfahrung in Planung. Auch die folgende Strecke bis zur B 4 soll ausgebaut werden.  Bei Andisleben endet die B 176 an der B 4, an der sie im wenige Kilometer entfernten Straußfurt wieder beginnt und nach Sömmerda führt. Die ehemalige Streckenführung von Merxleben nach Straußfurt wurde in L 3176 herabgestuft.
Künftig soll die B 176 von Kölleda über Dermsdorf zur Anschlussstelle Kölleda der A 71 führen und von dieser unterbrochen sein. Kölleda soll zudem eine nördliche Umgehungsstraße erhalten.
Sömmerda wird seit 2009 größtenteils durch eine nordseitige Ortsumgehung entlastet, ein Weiterbau der Ortsumgehung zur vollständigen Umfahrung von Sömmerda ist zurzeit in Planung. Seit 2004 besteht östlich von Sömmerda Anschluss an die A 71. Die B 176 führt über Kölleda über die Landesgrenze Thüringen/Sachsen-Anhalt nach Bad Bibra (B 250), wessen Innenstadt seit 2015 von einer innerörtlichen Umgehung entlastet wird. Zwischen Laucha an der Unstrut und Freyburg verläuft die B 176 im Unstruttal, das als nördlichstes Weinanbaugebiet Deutschlands gilt.
Bei Freyburg (Unstrut) wird der Fluss mit dessen Ortsumfahrung überquert, und die B 176 verläuft hier seit der Freigabe der Umgehung 2001 teilweise dreistreifig weiter nach Nordosten. Bei Leiha trifft sie auf das mitteldeutsche Braunkohlerevier. Hier schwenkt sie im spitzen Winkel nach Süden und erreicht kurz vor Weißenfels die B 91.
Die B 176 ist von Weißenfels bis Pegau für 27 Kilometer unterbrochen. In den 1950er Jahren wurde die Bundesstraße durch den Tagebau Profen unterbrochen. Die Ortsumgehung Weißenfels ersetzte 1997 die innerstädtische Saalebrücke. Der verbleibende Rest wurde zu Staats-, Land-, Kreis- und Gemeindestraßen herabgestuft, da die Strecke nur noch regionale Bedeutung besitzt. Insbesondere östlich der A 9 dient sie als nördliche Erschließungsstraße für Hohenmölsen, das im Osten von Tagebauen umgeben ist.
Nahe dem sächsischen Pegau beginnt die Bundesstraße 176 erneut als Abzweig der B 2 und verläuft nach Borna. Im Zuge der B 93 und B 95 ist die Bundesstraße vierstreifig ausgebaut. Hier ist ein Anschluss an die Autobahn-Neubaustrecke Leipzig–Chemnitz A 72 geplant. Im weiteren Verlauf erreicht die Bundesstraße 176 die Städte Bad Lausick und Colditz (B 107), überquert die Zwickauer Mulde und mündet bei Hartha (Landkreis Mittelsachsen) in die B 175.